# 马来西亚国会
马来西亚国会是马来西亚的宪法法定最高立法机关。国会的体制是沿循英国国会的西敏议会制，分为上议院和下议院两院，上下两院再加上最高元首即构成马来西亚的立法体制。上议院和下议院都位于首都吉隆坡国会大厦不同的议会厅内。
上议院的议员是以指派或间接选举的方式产生；下议院则恰恰相反，是由人民经直接选举产生的议员组成，每个议员代表其选区内的选民。上一届选举为第十五届，于2022年10月10日解散，2022年11月19日完成选举。
依据《马来西亚联邦宪法》，马来西亚是三权分立国家，其中立法权力归国会；行政权力归内阁；司法权力归联邦法院。

## 历史

### 英治时期
组成马来西亚联邦的各邦在独立之前，没有任何一邦拥有立法机关。虽然英殖民政府已逐步设立马来亚联合邦、新加坡、沙巴和砂拉越的立法机关，但这些立法会并没有绝对的立法权力，仍需附属于英委总督。负责起草《马来亚联合邦宪法》的里德委员会为即将在1957年8月31日从大英帝国独立的马来亚联合邦制定了以英国国会为蓝图的西敏两院制国会，分别为上议院和下议院。依据西敏议会制，下议院议员由直接选举方式产生，而上议院议员则由最高元首和各州立法议会委任，上议院的权力也受到《马来亚联合邦宪法》的限制。

### 马来亚联合邦时期
1957年8月31日，马来亚联合邦从大英帝国独立后，原任的英属马来亚立法会一直持续运作，直到1959年举行了独立后的第一次全国大选，选出了马来亚联合邦国会的第一届国会议员。第一届第一季马来亚联合邦国会的第一次会议在位于麦克斯韦路（Maxwell Road）的马来联邦志愿军前总部大楼召开。国会在国会大厦于1962年完工之前没有固定的会址。

### 马来西亚成立后
1963年9月16日，马来亚联合邦、沙巴、砂拉越和新加坡合并组成马来西亚后，马来亚联合邦国会被更名为马来西亚国会。1965年8月9日，新加坡脱离马来西亚独立，自此马来西亚国会上下两院取消新加坡议席。
根据1957年的《马来亚联合邦宪法》，由各州立法议会选出的上议员占多数（每州2名代表，共有22名议员），而联邦政府建议最高元首委任议员只有16名。1963年的《马来西亚联邦宪法》保留了每个州选出两名代表成为上议员的规定，但随后的宪法修正案逐渐将联邦政府建议最高元首委任的上议员人数增加到40名，导致各州立法议会选出的上议员在上议院中成为少数，尽管相较于下议院，上议院的权力十分有限。
马来西亚国会曾在1969年到1971年因五一三事件被搁置。最高元首在时任首相东姑阿都拉曼的建议下宣布国家进入全国紧急状态，成立国家行动委员会（简称NOC），并委任当时的副首相敦阿都拉萨为NOC的最高负责人。在最高元首的御准下，NOC成为了当时马来西亚的全国最高决策领导单位。NOC在成立后宣布马来西亚全国暂时性暂停民主体系，并搁置宪法、国会和州议会。
2025年，原定6月23日复会的2025年国会下议院第二次会议被政府延期至7月21日至8月28日召开。国会会议原定6月23日至7月31日召开。此次会议休会期长达137天（3月6日休会），是排行第三长的休会期，仅次于513骚乱事件（648天）和2021年紧急状态（195天）。

## 组成和权力
马来西亚国会由三个部分组成，即君主（最高元首）、上议院和下议院，这三个部分相互分立。上议院议员被法律禁止从下议院议员中选出。作为马来西亚的最高立法机关，马来西亚国会负责制定、通过、修改和废除法律。

### 最高元首
根据《马来西亚联邦宪法》第39条，国会的首领为最高元首，所有国会上下两院通过的议案要变成法律形式上需要最高元首的御准。最高元首还拥有包括解散国会、订立条约、宣战、授勋等权力。事实上，最高元首对这些权力的行使通常是依据首相和其他内阁成员的建议。依照法律，最高元首需要委任一个下议院的议员成为首相组建内阁，内阁的成员可以来自下议院或上议院，首相则必须得到下议院多数议员的支持。

### 上议院
上议院由70名上议员组成，其中26名由全国13个州立法议会选举产生（每个州选举出两名代表成为上议员），四名由最高元首根据联邦直辖区部的建议任命代表3个联邦直辖区（吉隆坡2名，布城和纳闽各1名），其余40名上议员由最高元首根据首相的建议任命。上议员必须年满30岁或以上，任期三年，最多可担任六年。下议院的解散并不会影响上议院。
按照西敏制惯例，上议院可以发起立法和修改法律，但条件是该法案不能涉及与金融及财政。所有立法草案都必须先在下议院通过，再由上议院进行审查和三读表决：一读是由提案人在上议院中提出法案，二读进行辩论，三读针对法案通过与否投票表决。按照惯例，上议院不得正式否决法案，但是允许将通过过程延宕一个月甚至在某些状况可达一年。法案在得到上议院通过之后，将交由最高元首寻求御准。

### 下议院
下议院由222名国会议员组成，每名国会议员代表一个选区，并由选民在选举中经直接选举方式产生。全国大选需在每五年举行一次，或者国会在最高元首根据首相的建议下解散后举行。18岁及以上的选民享有投票权，但投票并非强制性。参选的法定年龄为18岁。当一名议员过世、辞职或不足以完成任期，该选区将举行补选，除非当届国会离届满日期只剩不足两年时间，则该席位将被悬空。
下议院发起立法和修改法律，所有立法草案在下议院三读表决通过后，再由上议院进行审查和三读表决。按照惯例，上议院不得正式否决法案，但是允许将通过过程延宕一个月甚至在某些状况可达一年。法案在得到上议院通过之后，将交由最高元首寻求御准。

#### 前座议员
按照西敏制惯例，前座议员（frontbenchers）由一名获得下议院多数议员支持的首相和其领导的内阁成员组成。内阁成员由首相从上下两院的议员中选出，并由最高元首任命。非内阁成员的执政党议员则称为「后座议员」（backbenchers）。前座议员必须为内阁所做出的决定承担「集体责任」（collective responsibility）并对国会负责（即使有一部分前座议员对该决定持反对意见）；倘若有前座议员不想对内阁的决定承担「集体责任」，该前座议员就必须辞职。前座议员必须在「部长问答环节」（Ministers' Questions Time，MQT）中接受议员的质询。
依据《马来西亚联邦宪法》第43(4)条，如果首相失去下议院多数议员的信任（对首相的不信任表决通过，或是下议院拒绝通过财政预算案），他必须向最高元首提出辞职，或是请求陛下御准解散国会并举行全国大选。倘若最高元首拒绝解散国会，首相和他所领导内阁（从国会中选出的每一位部长和政府官员）都必须辞职，最高元首会任命一位获得下议院多数议员支持的下议员成为新首相。

#### 影子内阁
影子内阁（shadow cabinet）是下议院的最大在野党按时任政府内阁的形式组建而成，设有与时任政府各部门对应的「影子部長」。影子内阁成员将扮演制衡联邦政府的角色，同时进行「政策监督」、拟定替代政策以及与现任政府的政策较量等。影子内阁的首领为国会反对党领袖。

### 议员权利
依据《马来西亚联邦宪法》第63条，国会议员有权对任何课题发表言论，无须对外界声讨负责，免于司法检控；只有国会特权委员会可以对议员实行制裁。国会特权在议员宣誓之后生效，并只对在国会的言论有效，不包括在议会外的言论。国会可以自行通过法律，禁止议员对宪法第三章（公民权）、第152条（国语及其它语言地位）、第153条（土著特别配额）及第181条（统治者主权地位）等条文的有效性作出公开质疑，但可以探讨其执行方式。议员不能扬言推翻最高元首或各州的君主，但对元首的议论则是豁免于司法检控的。

## 立法程序

### 政府草案
马来西亚总检察长将会以马来语和英语起草法案（bill），法案在经内阁会议通过后由负责该法案的内阁部长提交给国会下议院，并分发给所有下议院议员。下议院将会对该法案进行三读辩论和表决：一读是部长或副部长将法案提交给议会；在二读时，国会议员讨论和辩论法案的内容；在三读时，部长或副部长正式将法案提交议会表决。宪法修正案需要议会绝对多数（三分之二）的议员赞成方能通过；普通法案则只需以简单多数（半数）通过即可。
当法案在下议院通过后，法案将会送交至上议院审查，进行与下议院一样的三读辩论和表决程序。按照西敏制惯例，上议院不得正式否决法案。上议院如否决财政预算案，若下议院重新可决，则上议院之决议立即无效。上议院对其他法案之否决，若继续经下议院连续两会期可决（约一年），上议院决议无效。所以上议院有阻延法案的功能和权力。上议院前次否决下议院的法案发送在2018年，当时上议院在二读阶段否决了下议院的《2018年假新闻（废止）法案》。
在国会上下两院通过后，法案将提交给最高元首御准，陛下需要在30天内御准该法案。如果最高元首拒绝或没有御准，国家皇宫将会把该法案交还给国会重新修订，国会可决定是否进行修改。如果该法案再次获得国会上下两院通过，最高元首则必须在30天内对法案给予御准。依据《马来西亚联邦宪法》第66条，若最高元首依然拒绝或没有御准法案，法案可在30天限期结束后无视陛下的否决权，自动成为法令（act）。最高元首前次没有御准国会通过的法案发送在2016年，当时时任最高元首端姑阿都哈林陛下没有御准《2016年国家安全理事会法案》，法案最终在30天限期结束后，自动成为法令。
所有法令必须要在《马来西亚联邦政府宪报》上颁布后方能生效。

### 私人草案
虽然上述过程假设只有政府可以提出法案，但马来西亚国会允许议员自行提呈私人草案（Private Member's Bill）。然而，与世界上其他遵循西敏制的大多数立法机关一样，很少会有国会议员提出私人草案。在提交私人草案前，有关议员必须寻求议会的许可以对该法案进行辩论。只有内阁部长才被允许提交与财政和金融相关的法案。

### 表决方式
按照西敏制惯例，国会共有两种表决方式，即声音表决（voice vote）和记名投票。一般上在进行表决时，国会的默认表决方式为声音表决，除非在议会厅内有15位议员起立要求记名投票，或是两方声量过于接近导致议长无法判断时，方以记名投票方式进行表决。

## 选举和任期
在全国大选（国会下议院选举），来自全国222个单一国会选区的选民以直接选举的方式投选出222名国会下议院议员。所有222名国会下议院议员以领先者当选的方式在各自的选区当选。在下议院取得简单多数席位的政党得以组建内阁，取得联邦执政权。
《马来西亚联邦宪法》规定最少每五年必须举行国会下议院改选，但首相能够请示最高元首并在五年任期内的任何时间点解散国会。
按照现行《马来西亚宪法》第55条第4款，国会在解散后必须在60天内举行选举，并在解散后的120天内重新召开。
如下议席如出现空缺，依《宪法》第54条也必须在60天内举行补选，但如果距离国会届满已不足两年（即国会议员宣誓就任后的五年任期已超过三年者），则不必举行补选。如果空缺出现在上议院，也应在60天内的填补。然而，宪法也阐明，如果国会议席的空缺因各种原因超出了60天才填补，也不影响新上任者的合法性，在实例上，上议院的空缺经常逾期填补。
在1966年以前，按照《1958年选举法令》旧条文的规定，国会在解散后分别必须在两个月内在西马（半岛十一州）及三个月内在东马（沙巴州和砂拉越州）进行选举。 但此规定已在《1966年宪法修正案》中废除，一律定为60天内。

## 议员就任誓词
任何议员在各自选区当选后都必须在第一季国会开幕后的第一天进行宣誓。在完成宣誓前，议员不得参与国会的任何会议或表决。议员可选择使用英语或马来语进行宣誓，但一般上议员都会以马来语进行宣誓。

### 上议院议员
|  | （马来文） Saya, (nama), setelah dilantik sebagai seorang ahli Dewan Negara dengan sesungguhnya bersumpah (atau berikrar) bahawa saya akan dengan jujur menunaikan kewajipan-kewajipan saya sebagai yang demikian dengan segala upaya saya, bahawa saya akan menumpahkan taat setia yang sebenar kepada Malaysia, dan akan memelihara, melindungi dan mempertahankan Perlembagaannya. |

|  | （英文） I, (name), having been appointed as a member of the Senate (or Dewan Negara) do solemnly swear (or affirm) that I will faithfully discharge my duties as such to the best of my ability, that I will bear true faith and allegiance to Malaysia, and will preserve, protect and defend its Constitution." |

汉译：本人（姓名），当选出任马来西亚国会上议院议员，在此郑重宣誓（或保证），我将尽我所能，忠实地履行我的职责。本人定当效忠马来西亚，并维护、保卫和捍卫《马来西亚宪法》。

### 下议院议员
|  | （马来文） Saya, (nama), setelah dipilih sebagai seorang ahli Dewan Rakyat dengan sesungguhnya bersumpah (atau berikrar) bahawa saya akan dengan jujur menunaikan kewajipan-kewajipan saya sebagai yang demikian dengan segala upaya saya, bahawa saya akan menumpahkan taat setia yang sebenar kepada Malaysia, dan akan memelihara, melindungi dan mempertahankan Perlembagaannya." |

|  | （英文） I, (name), having been elected as a member of the House of Representatives (or Dewan Rakyat) do solemnly swear (or affirm) that I will faithfully discharge my duties as such to the best of my ability, that I will bear true faith and allegiance to Malaysia, and will preserve, protect and defend its Constitution." |

汉译：本人（姓名），当选出任马来西亚国会下议院议员，在此郑重宣誓（或保证），我将尽我所能，忠实地履行我的职责。本人定当效忠马来西亚，并维护、保卫和捍卫《马来西亚宪法》。

## 议员尊称

### 上议院议员
| 职位             | 称呼（马来文）                      | 称呼（英文）                    | 称呼（中文）     |
| ---------------- | ----------------------------------- | ------------------------------- | ---------------- |
| 上议院主席       | Tuan Yang di-Pertua Dewan Negara    | Mr. President, Sir              | 上议院主席先生   |
| 担任部长的上议员 | Yang Berhormat (YB) Senator Menteri | The Honourable Senator Minister | 尊敬的上议员部长 |
| 上议员           | Yang Berhormat (YB) Senator         | The Honourable Senator          | 尊敬的上议员     |

### 下议院议员
| 职位             | 称呼（马来文）                                  | 称呼（英文）                             | 称呼（中文）     |
| ---------------- | ----------------------------------------------- | ---------------------------------------- | ---------------- |
| 下议院议长       | Tuan Yang di-Pertua Dewan Rakyat / Tuan Speaker | Mr. Speaker, Sir                         | 下议院议长先生   |
| 首相             | Yang Amat Berhormat (YAB) Perdana Menteri       | The Right Honourable Prime Minister      | 最尊敬的首相     |
| 担任部长的下议员 | Yang Berhormat (YB) Menteri                     | The Honourable Minister                  | 尊敬的部长       |
| 国会反对党领袖   | Yang Berhormat (YB) Ketua Pembangkang           | The Honourable Leader of the Opposition  | 尊敬的反对党领袖 |
| 下议员           | Yang Berhormat (YB) Ahli Parlimen               | The Honourable Member of Parliament (MP) | 尊敬的国会议员   |

## 外部連結
- 马来西亚国会官方网站 （页面存档备份，存于）
- 马来西亚国会官方YouTube频道 （页面存档备份，存于）